# Kostolná Ves
Kostolná Ves je obec na Slovensku, v okrese Prievidza v Trenčínském kraji. Leží u vodní nádrže Nitrianske Rudno. Žije zde 510 obyvatel.
První písemná zmínka o obci je z roku 1332. V obci je římskokatolický kostel Narození Panny Marie z roku 1415.